# Фердінанд Оманьяла
Фердінанд Оманьяла Омурва (англ. Ferdinand Omanyala Omurwa, нар. 2 січня 1996) — кенійський легкоатлет, який спеціалізується в бігу на короткі дистанції.

## Спортивні досягнення
Учасник Олімпійських ігор у бігу на 100 метрів (2021, зупинився на півфінальній стадії змагань).
Чемпіон Ігор Співдружності у бігу на 100 метрів (2022).
Дворазовий чемпіон Африки у бігу на 100 метрів та в естафетному бігу 4×100 метрів (2022).
Багаторазовий чемпіон Кенії у спринтерських дисциплінах.
Рекордсмен Африки у бігу на 100 метрів.
Рекордсмен Кенії у бігу на 60 метрів у приміщенні.